# Královec
Královec är en ort i Tjeckien.   Den ligger i regionen Hradec Králové, i den nordöstra delen av landet, 130 km nordost om huvudstaden Prag. Královec ligger 522 meter över havet och antalet invånare är 169.